# 沙利文縣 (密蘇里州)
沙利文縣（英語：Sullivan County）是美国密蘇里州北部的一個縣，面積1,687平方公里。根據2020年美國人口普查，共有人口5,999人。縣治米蘭（Milan）。該縣成立於1843年2月17日，原名高地縣 (Highland County)，1845年2月14日建立縣政府時改用現名。縣名紀念美國獨立戰爭英雄約翰·沙利文少將。